# Chùa Đậu (Bắc Ninh)
Chùa Đậu là một ngôi chùa cổ, trước đây thờ Pháp Vũ, thuộc hệ thống chùa Tứ Pháp tại thị xã Thuận Thành, tỉnh Bắc Ninh. Ngôi chùa đã bị phá hủy hoàn toàn trong chiến tranh Đông Dương. Hiện nay có hai ngôi chùa cùng tên là chùa Đậu (cùng tên chữ là Thành Đạo Tự) ở hai thôn giáp nhau, một Chùa Đậu ở khu phố Đông Cốc, phường Hà Mãn, thị xã Thuận Thành, một Chùa Đậu ở khu phố Đại Tự, phường Thanh Khương, thị xã Thuận Thành. Ngoài ra, ở huyện Thường Tín, Hà Nội (tỉnh Hà Tây trước đây) cũng có một ngôi chùa Đậu (tên chữ cũng là Thành Đạo Tự), cũng thờ Pháp Vũ.

## Pháp Vũ
Pháp Vũ là một trong Tứ pháp vùng Dâu hay Nam thiên tứ Thánh gồm bốn vị Pháp Vân, Pháp Vũ, Pháp Lôi, Pháp Điện. Theo truyền thuyết, khi tạc bốn pho tượng Phật Pháp từ cây Dung thụ thiêng trôi trên sông Dâu, tạc đến pho thứ hai thì trời mưa, nên pho tượng đó đặt tên là Pháp Vũ (Vị Phật chủ quản về mưa). Pho Pháp Vũ được rước về chùa Đậu Thành Đạo thờ từ đó. Pho tượng nổi tiếng linh thiêng khắp xứ Giao Châu, tiếng đồn sang cả nhà Tấn, nhà Đường bên Trung Quốc.
Các tài liệu như Cổ Châu Phật bản hạnh và Nam Thiên Tứ Thánh thực lục - cổ thuật bản nhắc đến Pháp Vũ với tôn hiệu đầy đủ là: Đại Thánh Pháp Vũ Phật Tôn Thần. Sắc phong ngày 24 tháng 11 năm Tự Đức thứ 33 (1880) cho Thần ở thôn Đặng Xá, xã Đặng Xá (nay là xã Văn Xá), Kim Bảng, Hà Nam (là nơi xin chân hương từ chùa Đậu, Bắc Ninh về để thờ) viết:
Đại Thánh Pháp Vũ Phật Tôn Thần nguyên được tặng danh hiệu là Hoằng Chiêm Bác Thí Nhuận Vật Tư Sinh Diệu Hoá Thượng Đẳng Thần, đã giúp nước giúp dân nổi tiếng linh ứng. Nay cả thừa mệnh sáng, nhớ đức của Thần đáng phong tặng thêm gọi là Hoằng Chiêm Bác Thí Nhuận Vật Tư Sinh Diệu Hoá Tuý Mục Thượng Đẳng Thần và vẫn chuẩn y cho thôn Đặng Xá, xã Đặng Xá, huyện Kim Bảng vẫn được thờ cúng như cũ. Mong Thần hãy phù hộ cho con dân của ta. Hãy tuân mệnh.
Tứ Pháp chỉ được đầy đủ ở vùng Dâu và vùng Hưng Yên ngoài ra có một vài chùa đơn lẻ khác cũng thờ đủ cả bốn vị. Trong Tứ Pháp thì Pháp Vân và Pháp Vũ được thờ cúng rộng rãi hơn cả.

## Lịch sử
Chùa Đậu có tên chữ là Thành Đạo tự (chữ Hán:成道寺), tương truyền được xây dựng từ thế kỷ II dưới thời Thái thú Sĩ Nhiếp tại thành Luy Lâu,Giao Châu. Chùa thờ Phật và Pháp Vũ dân gian gọi là Bà Đậu. Đây là chùa thuộc hệ thống các chùa Tứ pháp vùng Dâu xưa, gắn liền với truyền thuyết về Phật Mẫu Man Nương.
Chùa Thành Đạo nằm trên địa phận của làng Đông Cốc chỗ giáp ranh với làng Đại Tự. Chùa trở thành nơi hành lễ chung của người dân hai làng. Họ cùng chung tay chung lòng coi sóc ngôi chùa, đến mùa hội Dâu hằng năm họ cùng phân công đưa rước Bà Đậu, tham gia các hội tham gia các hội thi.
Năm 1948, chùa Thành Đạo bị quân Pháp đến phá lấy đất làm đồn bốt, vứt tất cả tượng khí xuống ao. Ông lý trưởng tên Bảo của làng Đại Tự lúc ấy đã đề nghị người dân tập trung lại, kéo đến xin vị quan Tây cho rước Bà Đậu về thờ tạm ở chùa Dâu.
Năm 1951, quân đội nhân dân Việt Nam tấn công, phá tan bốt của quân Pháp, ngôi chùa cũng bị phá hủy hoàn toàn. Hòa bình lập lại, khu đất chùa Đậu cũ được dùng xây kho lương thực hợp tác xã.
Năm 1960, để đảm bảo cơ chế sản xuất nông nghiệp kiểu hợp tác xã, Nhà nước cắt gần hai chục mẫu ruộng của thôn Đông Cốc giao cho Cục dự trữ quốc gia xây kho lương thực. Năm 1968, sau khi điều chỉnh địa giới hành chính, cả khu đất chùa Đậu cũ, giờ thuộc về thôn Đại Tự, xã Thanh Khương.
Năm 1997, người dân thôn Đông Cốc xây lại chùa Thành Đạo bên cạnh đình Đông Cốc, tuy nhiên khu đất này không phải là nền chùa ngày xưa. Cùng năm đó người dân thôn Đại Tự cũng xây dựng lại chùa Thành Đạo trên nền chùa xưa để thờ Bà Đậu.

## Tranh chấp tượng Pháp Vũ